# Vapor de l'Infern
El Vapor de l'Infern fou un vapor de Sabadell fundat l'any 1873 i estrenat per la raó social Marcos Soler i Cia. Anys després acollí l'empresa Cros i Casulleres. A finals del segle xix va ser la seu cotonera de Prat de Querol i Companyia. Aquests van ser els noms oficials, ja que popularment se l'havia conegut com el Vapor de l'Infern, Cal Japó i també, l'Orillo Verde 
L'edifici, a mitjans del segle xx, el va adquirir la Caixa de Sabadell a fi de suplir la manca d'espai que ja començava a patir l'antiga Escola Industrial d'Arts i Oficis, ubicada a pocs metres, i de cabuda insuficient per als nous projectes.